# حقل عين تريا البركاني
هو حقل بركاني في الجزائر. يتكون من حوالي 20 فوهة.

## الجغرافيا والجيومورفولوجيا
يقع حقل عين تريا بالقرب من إليزي. يتكون الحقل من حوالي عشرين فوهة بركانية وحلقات طوف في تضاريس تبلغ مساحتها 100 كيلومتر مربع (39 ميل مربع) ، والتي ربما تكونت بسبب الانفجارات البركانية. لا يتجاوز عرض أي من الفوهات 2 كيلومتر (1.2 ميل). 

## جيولوجيا
يقع هذا الحقل البركاني شمال شرق هقار. يُقترح أن البراكين في شمال إفريقيا ، كما هو الحال في دارفور ، والهقار ، وتبستي ، ترجع إلى أعمدة الوشاح ، والسمات التكتونية المعاد تنشيطها في القشرة والعديد من الآليات الجيولوجية الأخرى. في جبال هقار ، بعد صعود حقب الحياة الحديثة ، بلغ النشاط البركاني ذروته في العصر الميوسيني بعد بداية العصر الأيوسيني واستمر حتى يومنا هذا.
أنتج الحقل أيضًا الحمم البركانية وقنابل الحمم البركانية والصخور الملتهبة التي تحتوي على الصخر الدخيل او مايعرف بالزينوليث تشمل المعادن الموجودة في الحقل الجرانيت والجرانيت والعقيق والإسبنيل بريدوتيت والفلوجوبايت والفلوجوبيتيت والبيروكسينيت. وقد تفاعلت هذه الأحجار الزينوليتية مع المواد المنصهرة وتشهد على وجود الغلاف الصخري القديم السميك.

## تاريخ الثوران
تم زرع الحقل خلال العصر الرباعي ، مع نشاط محتمل للهولوسين.